# Pimecrolimus
Pimecrolímus (DCPt) ou Pimecrolimo (DCB) é um fármaco utilizado pela medicina como anti-inflamatório tópico. É indicado no tratamento do eczema.

## Mecanismo de ação
Seu mecanismo ainda não é bem elucidado. 

## Reações adversas
- Coceira
- Ardência
- Irritação
- Foliculite
- Herpes

## Nomes comerciais
- Elidel®

1. ↑  INFARMED. «Denominação comum em Português (DCPt), da Denominação Comum Internacional (DCI) ou da Denominação comum (DC), de Substâncias Activas» (PDF)
2. ↑  ANVISA e Sindusfarma. «Manual das Denominações Comuns Brasileiras»